# هنریک آبراهامیان (زاده ۱۹۵۴)
هنریک آرگامی آبراهامیان (ارمنی: Հենրիկ Արգամի Աբրահամյան؛ زادهٔ ۲۶ ژوئن ۱۹۵۴) یک سیاستمدار اهل ارمنستان است که از تاریخ ۱۹۹۹ تا تاریخ ۲۰۱۲ سمت نمایندگی دوره‌های دوم تا چهارم مجلس ملی جمهوری ارمنستان را برعهده داشت.

## زندگی‌نامه
در در مخچیان به دنیا آمد و از دانشگاه دولتی اقتصاد ارمنستان (۱۹۹۵) و ՊԿԱ (۲۰۰۲) فارغ‌التحصیل شد. وی برادر هوویک آبراهامیان می‌باشد